# Boronia umbellata
Boronia umbellata là một loài thực vật có hoa trong họ Cửu lý hương. Loài này được P.H.Weston mô tả khoa học đầu tiên năm 1990.